# Ictalurus
Genre
Ictalurus est un genre de poissons-chats de la famille des Ictaluridae.

## Liste des espèces
- Ictalurus australis (Meek, 1904).
- Ictalurus balsanus (Jordan & Snyder, 1899).
- Ictalurus dugesii (Bean, 1880).
- Ictalurus furcatus (Valenciennes in Cuvier & Valenciennes, 1840).
- Ictalurus lupus (Girard, 1858).
- Ictalurus meridionalis (Günther, 1864).
- Ictalurus mexicanus (Meek, 1904)
- Ictalurus ochoterenai (de Buen, 1946)
- Ictalurus pricei (Rutter, 1896)
- Ictalurus punctatus (Rafinesque, 1818) - bagre de canal, barbue de rivière

## Anciennes espèces
- Ictalurus nebulosus, aujourd'hui nommée Ameiurus nebulosus
- Ictalurus melas  (Rafinesque, 1820) - Poisson-chat commun, Chat ou Greffier Barbicho, aujourd'hui nommée Ameiurus melas